# Tobias Nilsson
Johan Tobias Nilsson (Onslunda, 20 febbraio 1986) è un ex calciatore svedese, di ruolo centrocampista.

## Carriera
Cresciuto a Onslunda, nella Svezia meridionale, Nilsson trascorre al Malmö FF gli ultimi anni del settore giovanile. Entra anche nell'orbita della prima squadra, senza però essere utilizzato in alcuna partita. Nel 2006 viene girato in prestito in quarta serie al Lund, cittadina a pochi chilometri da Malmö.
Nel 2007 Nilsson inizia una parentesi lunga cinque anni con il Falkenberg, con cui disputa altrettanti campionati di Superettan, risultando il miglior uomo assist dell'edizione 2011.
Il suo vero debutto in Allsvenskan avviene nel 2012 con la chiamata da parte dell'Åtvidaberg, giocando 22 partite di cui 12 da titolare. Complice la volontà di avere maggiore spazio, il 4 gennaio 2013 sottoscrive un contratto di tre anni con l'Örebro, ma in realtà vestirà il bianconero solo nell'arco di quella stagione. Nel 2014 infatti gioca in prestito in Superettan con il neopromosso Husqvarna, squadra di Jönköping che chiuderà il torneo all'ultimo posto in classifica.
Nilsson lascia l'Örebro con un anno di anticipo rispetto alla scadenza contrattuale, e il 19 gennaio 2015 viene ufficialmente presentato come nuovo giocatore della squadra principale di Jönköping, lo Jönköpings Södra. Delle 12 partite di campionato giocate è titolare solo in 3 occasioni, ma la squadra si classifica al primo posto e conquista la promozione in Allsvenskan.
Scende poi per un anno in Division 3, il quinto livello del calcio svedese, ingaggiato dalla squadra della piccola cittadina di Nora, dove trascorre l'annata sportiva 2017.
Nel 2018 passa all'Örebro Syrianska, con cui nel 2019 conquista la promozione dalla quarta alla terza serie nazionale. Si ritira al termine della stagione 2020.